# Phreatia koordersii
Phreatia koordersii är en orkidéart som beskrevs av Robert Allen Rolfe. Phreatia koordersii ingår i släktet Phreatia och familjen orkidéer.
Artens utbredningsområde är Sulawesi. Inga underarter finns listade i Catalogue of Life.